# Port lotniczy Punta Islita
Port lotniczy Punta Islita (ang. Punta Islita Airport, IATA: PBP, ICAO: MRIA) – port lotniczy zlokalizowany w kostarykańskim mieście Islita.